# Ela Aydin
Ela Aydin, née le 12 janvier 1999, est une taekwondoïste allemande. Ses plus grands succès sont une médaille de bronze au Grand Prix de Paris 2022 et deux médailles de bronze aux Championnats d'Europe.

## Biographie

### Junior
Ela Aydin a commencé à pratiquer le taekwondo à l'âge de cinq ans et a participé à sa première compétition à l'âge de six ans. À 14 ans, elle est sélectionnée pour représenter l'équipe nationale allemande lors de son premier championnat d'Europe U15 à Bucarest, où elle remporte une médaille de bronze.
Dans les années qui suivent, elle participe à plusieurs compétitions telles que les Championnats du monde de taekwondo pour les jeunes et plusieurs Championnats d'Europe. En 2016, Aydin s'est déchiré le ligament croisé du genou et a dû interrompre sa carrière.
En 2017, Aydin a remporté une médaille d'argent aux Championnats d'Europe des moins de 21 ans à Sofia.

### Senior
Après avoir remporté la médaille de bronze aux Championnats d'Europe juniors, Aydin a commencé à concourir au niveau senior en 2017. En 2018, elle a participé aux Championnats d'Europe à Kazan, mais a perdu lors des préliminaires contre la future championne d'Europe, la Croate Kristina Tomić. Elle a également participé à la série des Grands Prix de 2018.
Aydin a poursuivi sa carrière en remportant une médaille de bronze aux Jeux mondiaux militaires 2019 à Wuhan et une médaille d'argent aux Championnats d'Europe extra 2019 à Bari. Lors de ces deux compétitions, elle a concouru dans la catégorie de poids olympique des -49 kilogrammes. Elle a également participé aux Championnats du monde 2019 à Manchester, où elle a terminé à la neuvième place, ainsi qu'aux Championnats d'Europe 2019 et à deux compétitions du Grand Prix.
Début 2021, Aydin a remporté une médaille de bronze aux Championnats d'Europe de Sofia et, quelques mois plus tard, elle a manqué de peu de se qualifier pour les Jeux olympiques en s'inclinant en demi-finale du tournoi face à l'Israélien Avishag Semberg. En se qualifiant pour la finale, elle aurait été autorisée à participer aux Jeux olympiques de Tokyo.
En septembre 2022, Ela Aydin a remporté une médaille de bronze au Grand Prix de Paris - elle est la première femme de l'équipe nationale allemande à avoir remporté une médaille lors d'une compétition du Grand Prix,. Elle a également remporté une médaille de bronze aux Championnats d'Europe 2022 à Manchester.
Aydin a participé aux Championnats du monde 2023 à Bakou. Elle a remporté son premier match mais s'est inclinée en quart de finale (huitième de finale) face à Dunya Abutaleb d'Arabie saoudite.